# Welkom (Nick & Simon)
Welkom is een lied van het Nederlandse zangduo Nick & Simon. Het werd in 2017 als single uitgebracht en stond in hetzelfde jaar als zesde track op het album Aangenaam.

## Achtergrond
Welkom is geschreven door Simon Keizer, Gordon Groothedde en Nick Schilder en geproduceerd door Groothedde. Het is een lied uit de genres nederpop en palingpop. In het lied zingen de artiesten over vaderschap. Beide zangeres zingen over dit thema vanuit hun eigen perspectief. Waar Nick zingt over zijn drie kinderen, zingt Simon over zijn toen aanstaande eerste kind. Keizer noemde het de meeste persoonlijke single dat het duo gemaakt heeft. De zangeres brachten de single uit op Vaderdag.
In de bijbehorende videoclip zijn beelden te zien van de artiesten met hun families.

## Hitnoteringen
Het muziekduo had weinig succes met het lied in de Nederlandse hitlijsten. Er was geen notering in de Single Top 100 en ook de Top 40 werd niet bereikt. Bij laatstgenoemde was er wel de negende positie in de Tipparade.